# Jan Hochscheidt
Jan Hochscheidt (4 ottobre 1987) è un ex calciatore tedesco, di ruolo centrocampista.

## Carriera
Esordisce in Bundesliga con l'Eintracht Braunschweig nella stagione 2013-2014.